# Saint-Bressou
Saint-Bressou è un comune francese di 120 abitanti situato nel dipartimento del Lot nella regione dell'Occitania.

## Società

### Evoluzione demografica
Abitanti censiti